# Petricci
Petricci is een plaats (frazione) in de Italiaanse gemeente Semproniano.